# Lajitas
Lajitas est une localité américaine située dans le comté de Brewster, au Texas. Elle constitue l'entrée orientale du parc d'État de Big Bend Ranch.